# Zemplín
Zemplín (allemand : Semplin, Semmlin) , est un village de Slovaquie situé dans la région de Košice et dans la région historique de Zemplin.

## Géographie
Près du village se situe la confluence des rivières Latorica et Ondava qui forment ensemble la rivière Bodrog.

## Histoire
La première mention écrite du village date de 1261.
La localité fut annexée par la Hongrie après le premier arbitrage de Vienne le 2 novembre 1938. En 1938, on comptait 677 habitants dont 29 d'origines juives. Elle faisait partie du district de Sátoraljaújhely (hongrois : Sátoraljaújhelyi járás). Le nom de la localité avant la Seconde Guerre mondiale était Zemplín/Zemplén. Durant la période 1938 - 1944, le nom hongrois Zemplén était d'usage. À la libération, la commune a été réintégrée dans la Tchécoslovaquie reconstituée.

## Démographie

### Évolution de la population
| Année:               | 1994. | 2004.   | 2014. | 2024.   |
| -------------------- | ----- | ------- | ----- | ------- |
| Nombre de personnes: | 405   | 400     | 380   | 367     |
| Différence:          |       | -1,23 % | -5 %  | -3,42 % |

| Année:               | 2023. | 2024. |
| -------------------- | ----- | ----- |
| Nombre de personnes: | 367   | 367   |
| Différence:          |       | +0 %  |